# کراسنویه (آدیغیه)
کراسنویه (به لاتین: Krasnoye) یک منطقهٔ مسکونی در روسیه است که در آدیغیه واقع شده‌است.